# Teloscalpellum pacificum
Teloscalpellum pacificum är en kräftdjursart som först beskrevs av Henry Augustus Pilsbry 1907.  Teloscalpellum pacificum ingår i släktet Teloscalpellum och familjen Scalpellidae. Inga underarter finns listade i Catalogue of Life.